# Molsheim
Molsheim település Franciaországban, Bas-Rhin megyében. Lakosainak száma 9328 fő (2022. január 1.). Molsheim Altorf, Avolsheim, Dachstein, Dorlisheim, Mutzig, Soultz-les-Bains és Wolxheim községekkel határos.

## Fekvése
Strasbourgtól délre fekvő település.

## Története

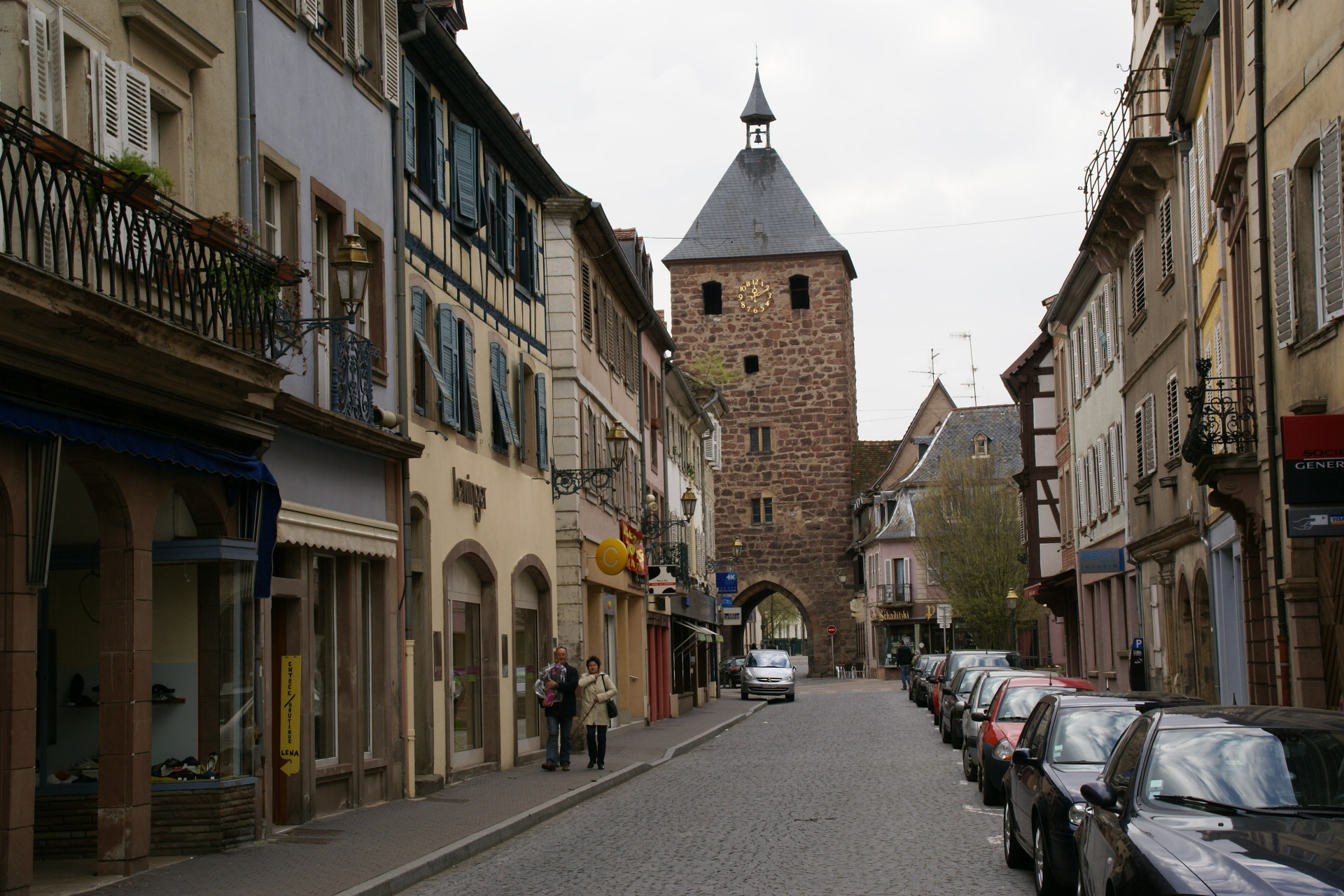

Molsheim az egykori tíz elzászi szabad város egyike volt. A városkának állnak még egykori erős városfalai és megvan a szabadságjogokat jelképező Metzig is, amelyet egykor a mészárosok céhe építtetett.
A város egykor az elzászi rekatolizáció központja, 1871-1918 között Elzász-Lotaringia és a német birodalom része volt.
Ettore Bugatti (1881-1947) 1909-ben itt, az abban az időben még Németországhoz tartozó Molsheim városában alapította meg saját vállalatát. Korai modelljei még 800-1300 cm³ lökettérfogattal rendelkező kicsi, egyszerűen kezelhető járművek voltak. Az első világháború alatt Bugatti kénytelen volt felhagyni az autógyártással, Franciaországban tervezett repülőgépmotorokat és csak 1920-ban tért vissza az ekkor már francia fennhatóság alatt álló Molsheimbe.

## Nevezetességek
- Az egykorijezsuita St. Georg és a Szentháromság-templom barokk épülete 1615-1618-ban épült.
- Metzig - a 16. században épült reneszánsz stílusban.
- karthauzi kolostor (barokk, 17., 18. sz.) A karthauzi kolostor a Maison du Prieur, ma a városi múzeum. A templom maga elpusztult.
- Kolostorkert, Cour des Chartreux, Rue de l'Hopital, Molsheim.
- Városháza (klasszicizmus, 18. század), Hotel de Ville.
- Kovácsoltvas kapu (14. század), porte des forgerons.
- Régi favázas házak (16. és 18. század).
- Bugatti múzeum. Ettore Bugatti által 1909-ben itt megalapított autógyár.

## Itt születtek, itt éltek
- Anton Klein (1746-1810), költő, nyelvész
- Franz Leopold Bruno Liebermann (1759-1844), német katolikus teológus.
- Antoine-Henri de Latour-Foissac (1782-1855), lovassági tábornok
- Camille Schneider (1900-1978), tanár, író.
- Ettore Bugatti 1909-től itt élt Molsheimben.
- Holzmanno Winterstein (született 1952), gypsy jazz gitárosa

## Galéria

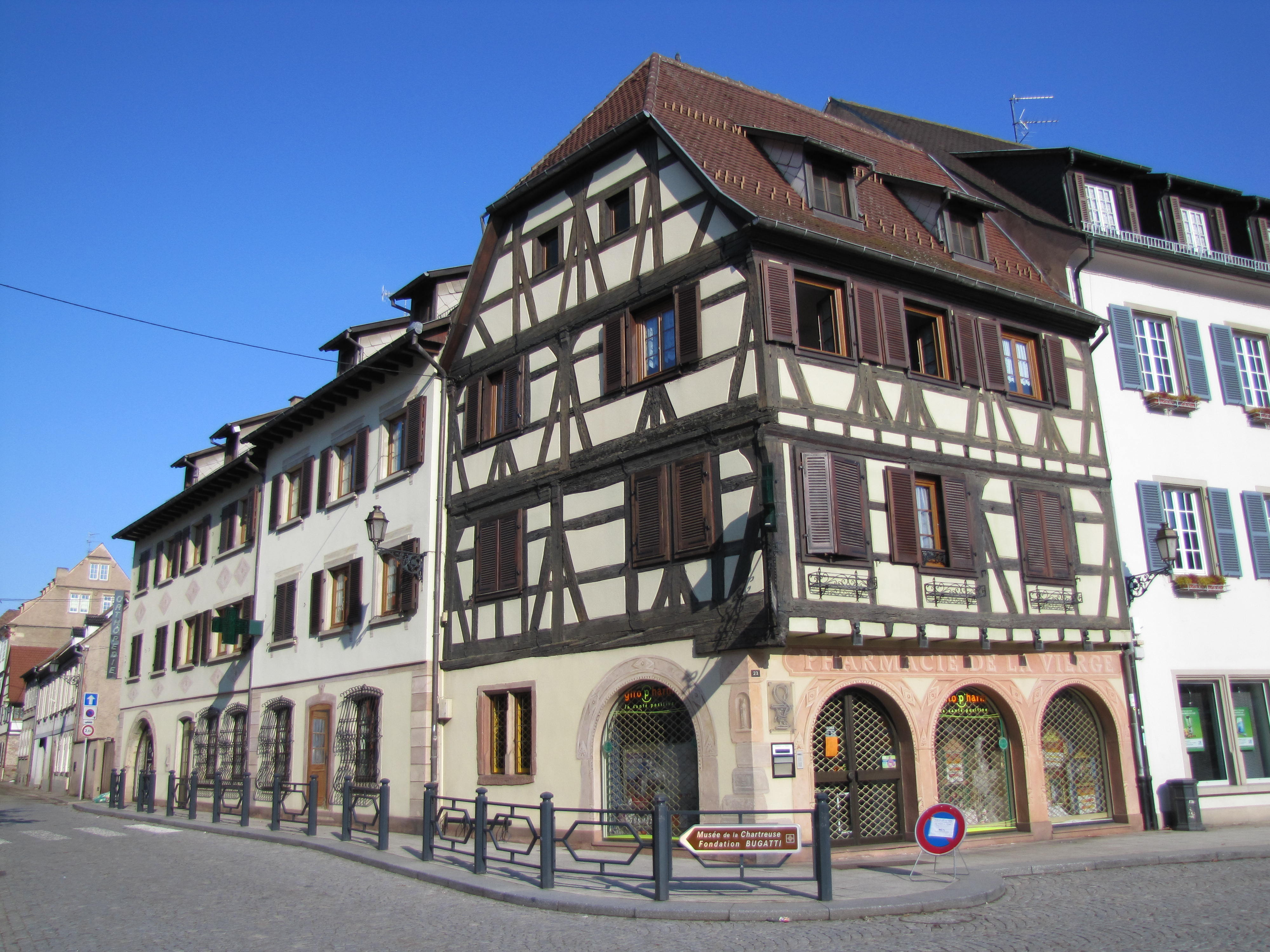
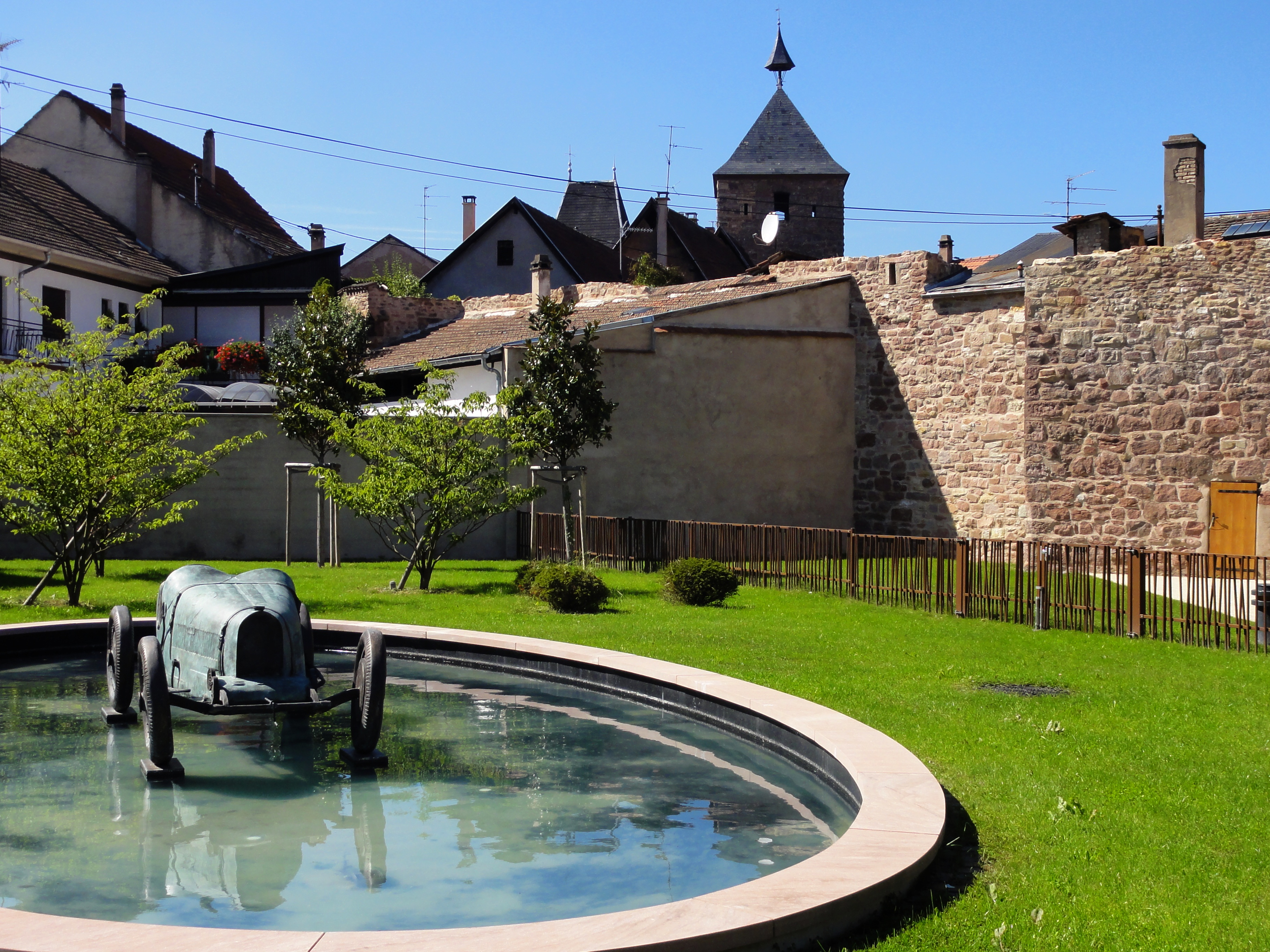
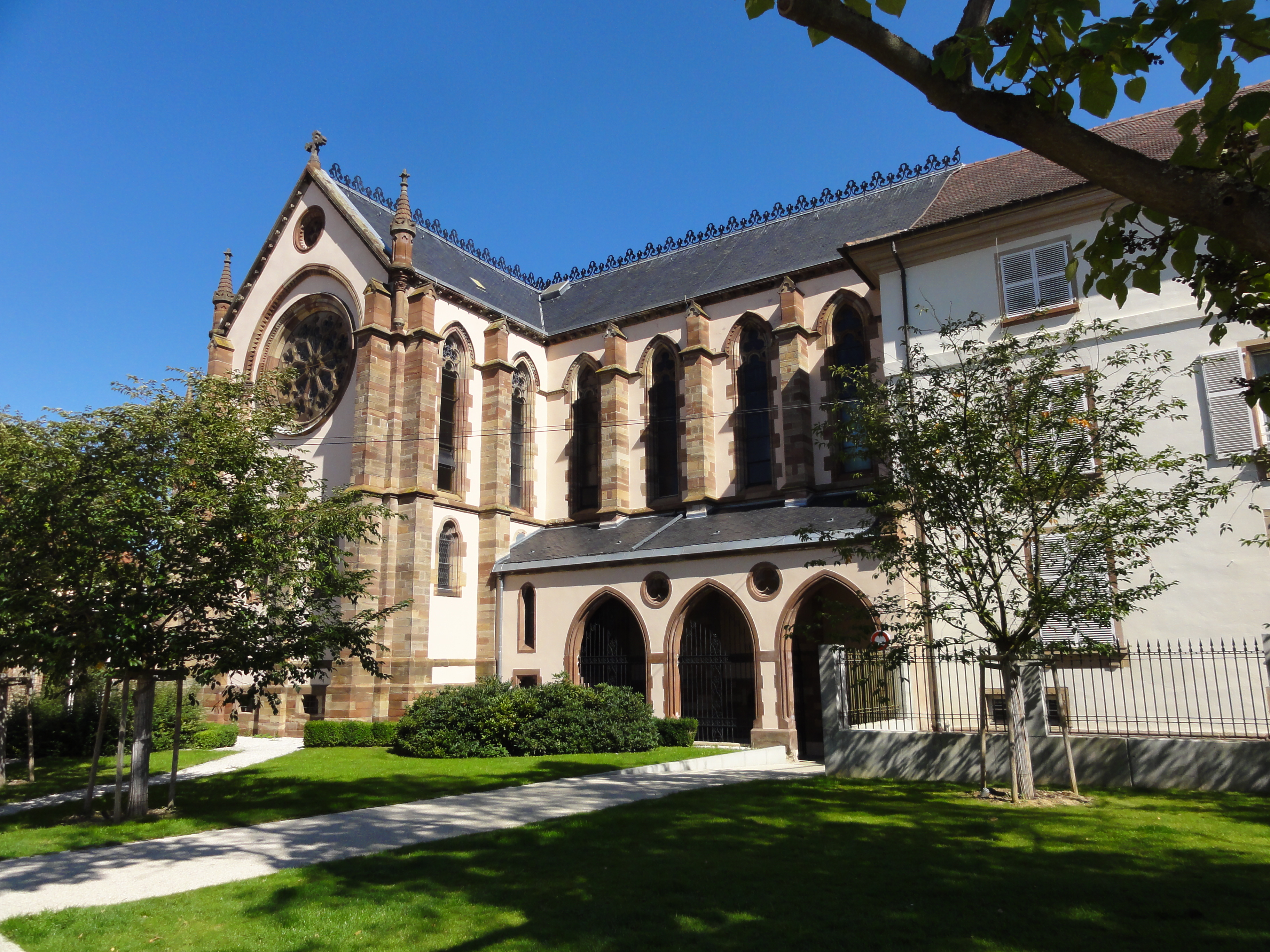
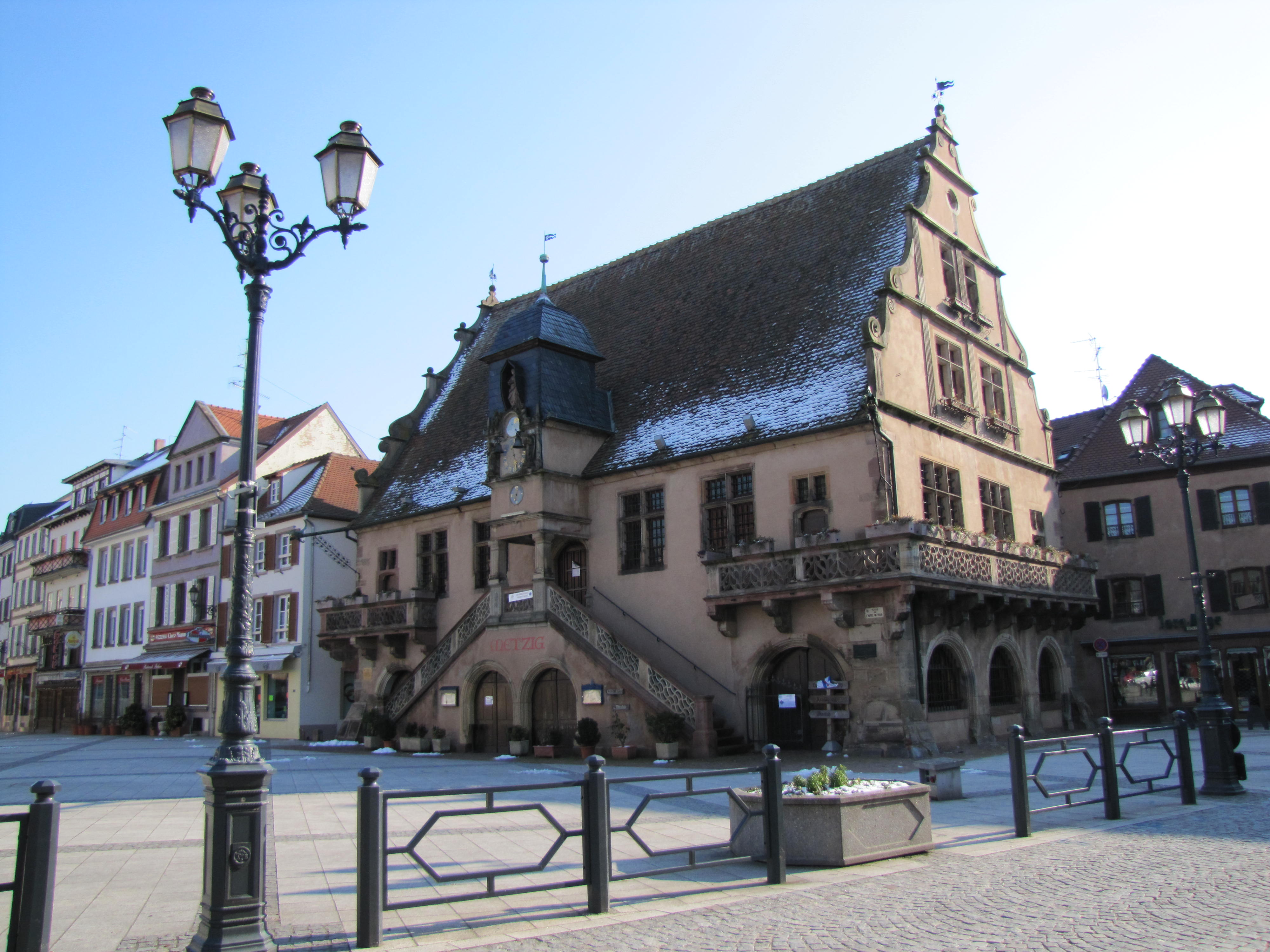
Metzing
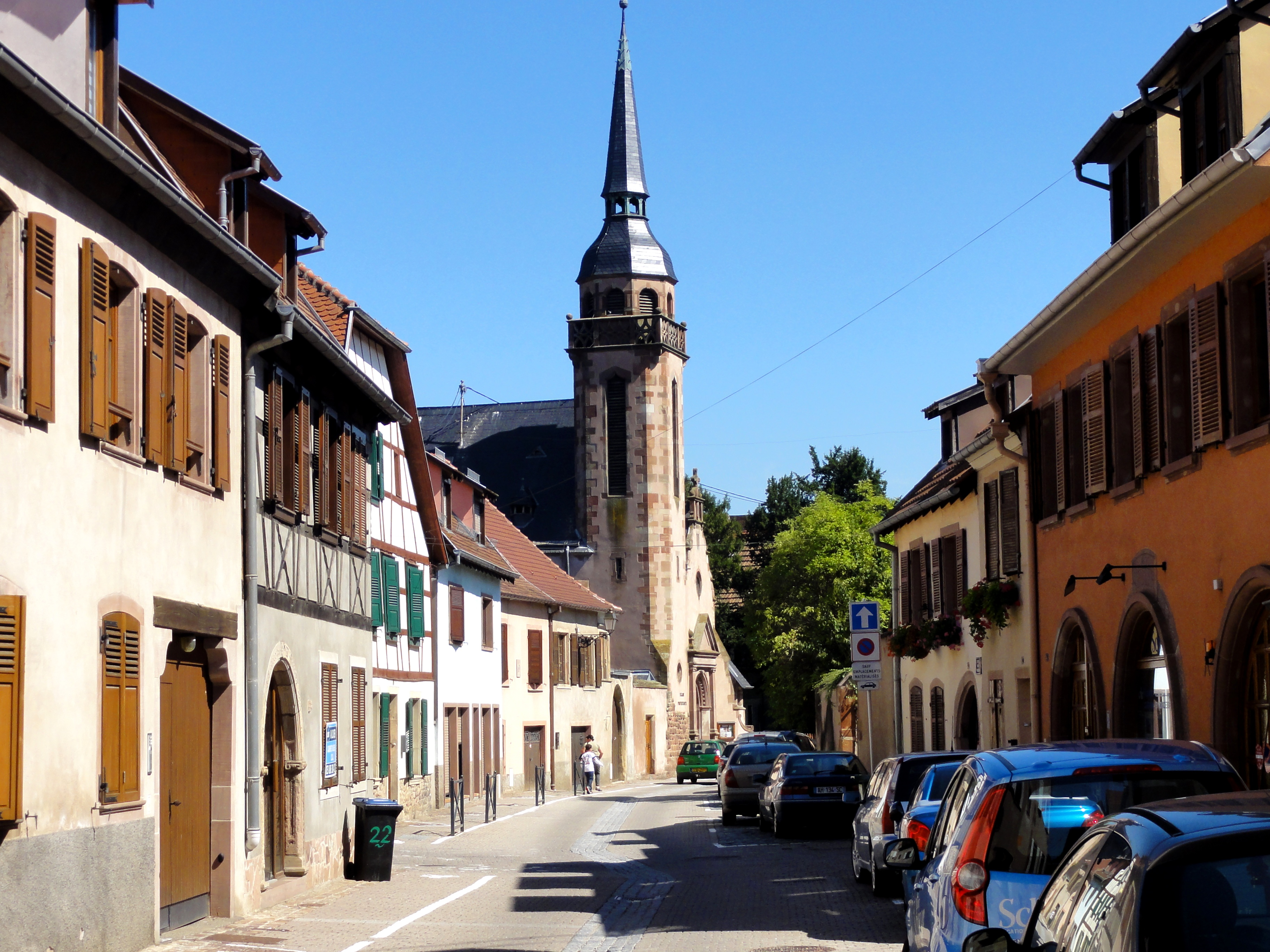
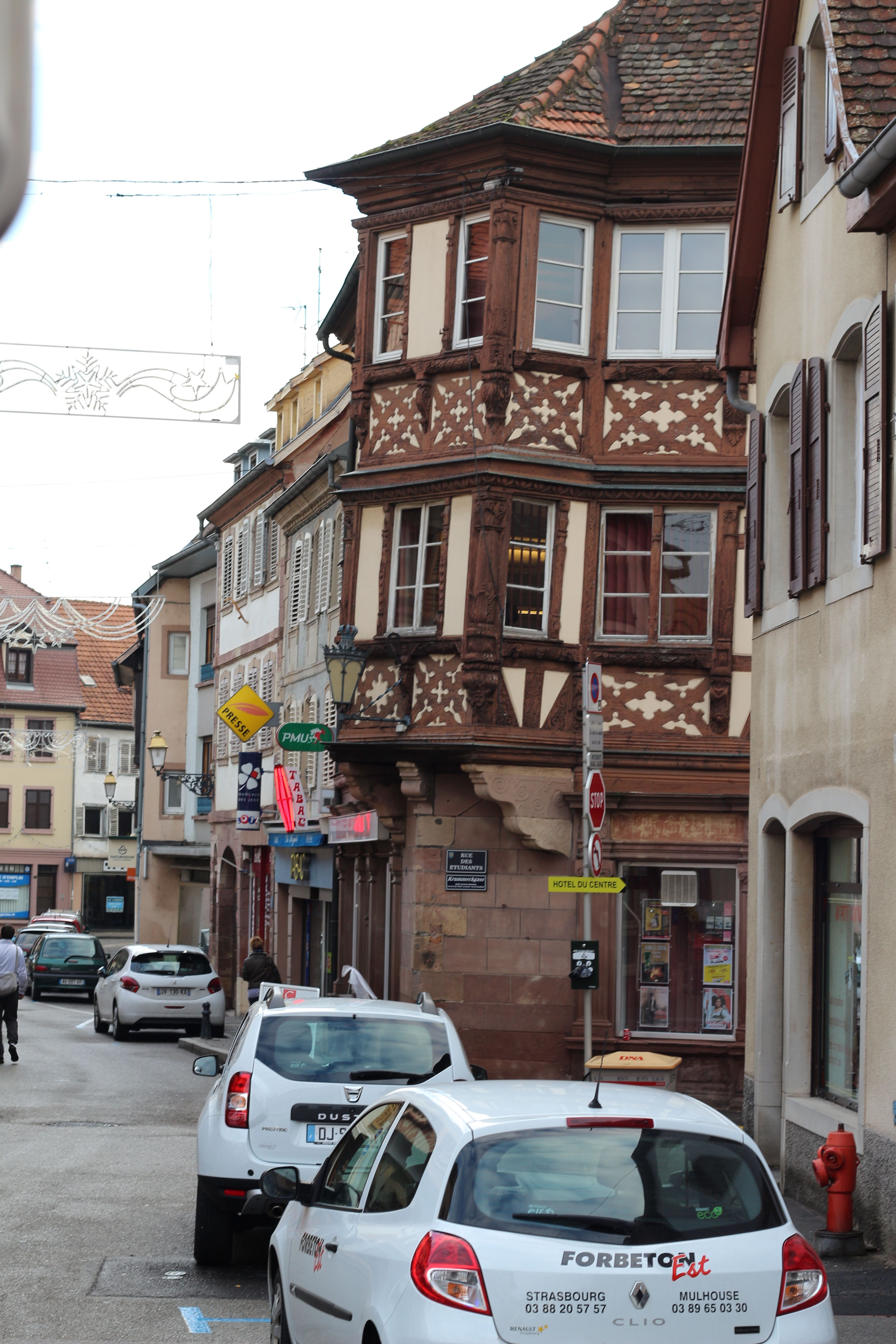
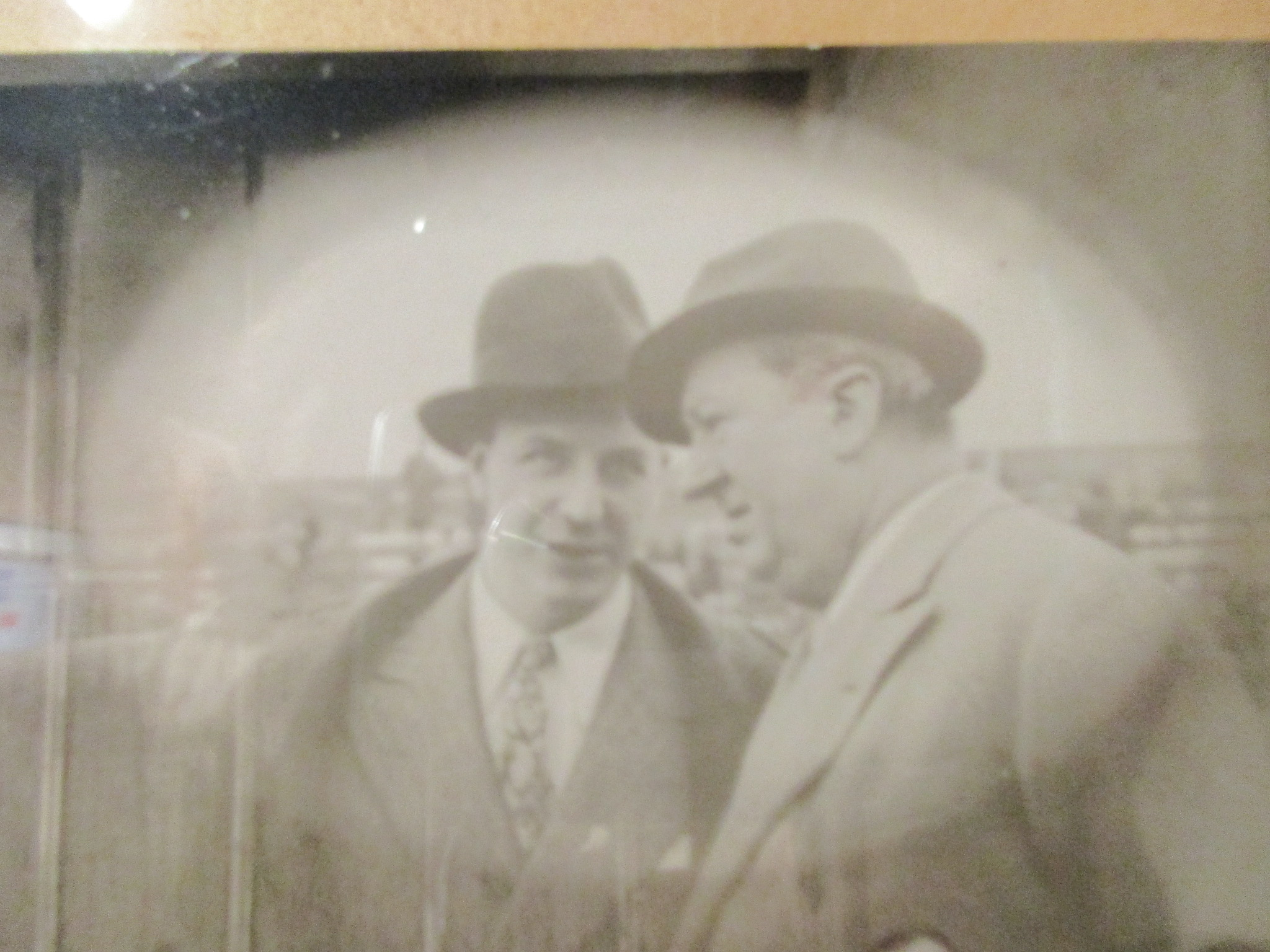
Ettore Bugatti és Jean Bugatti
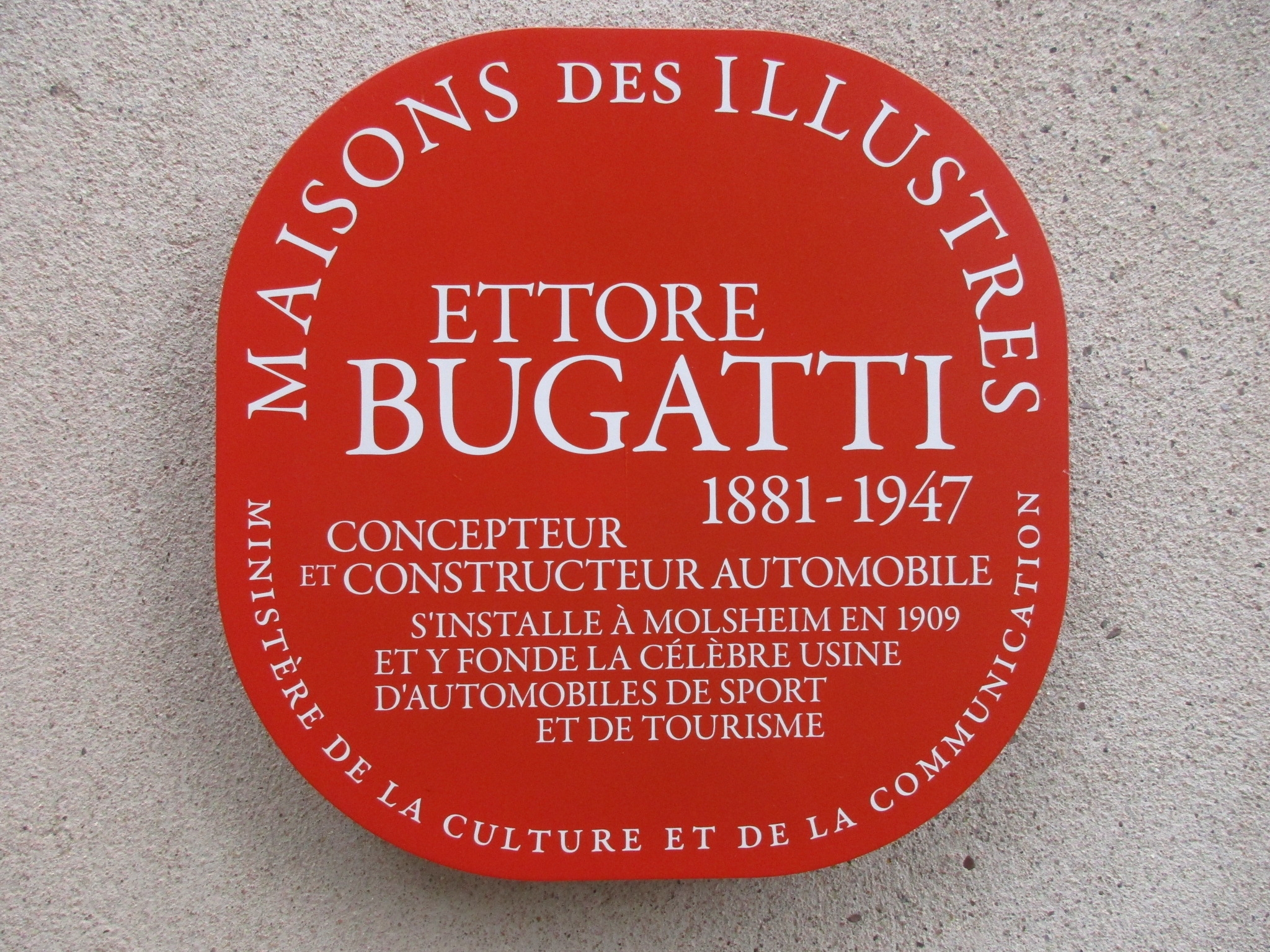
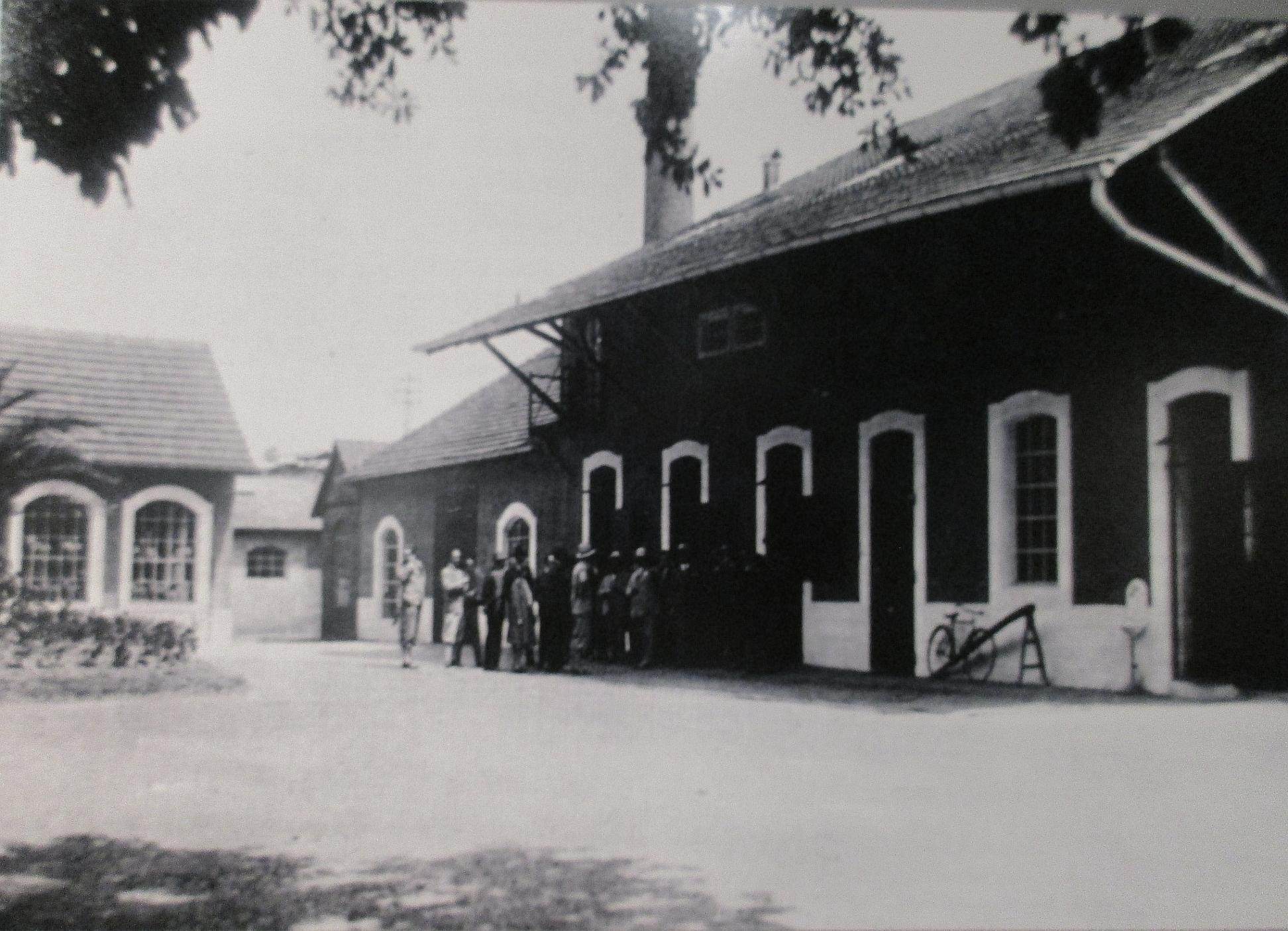
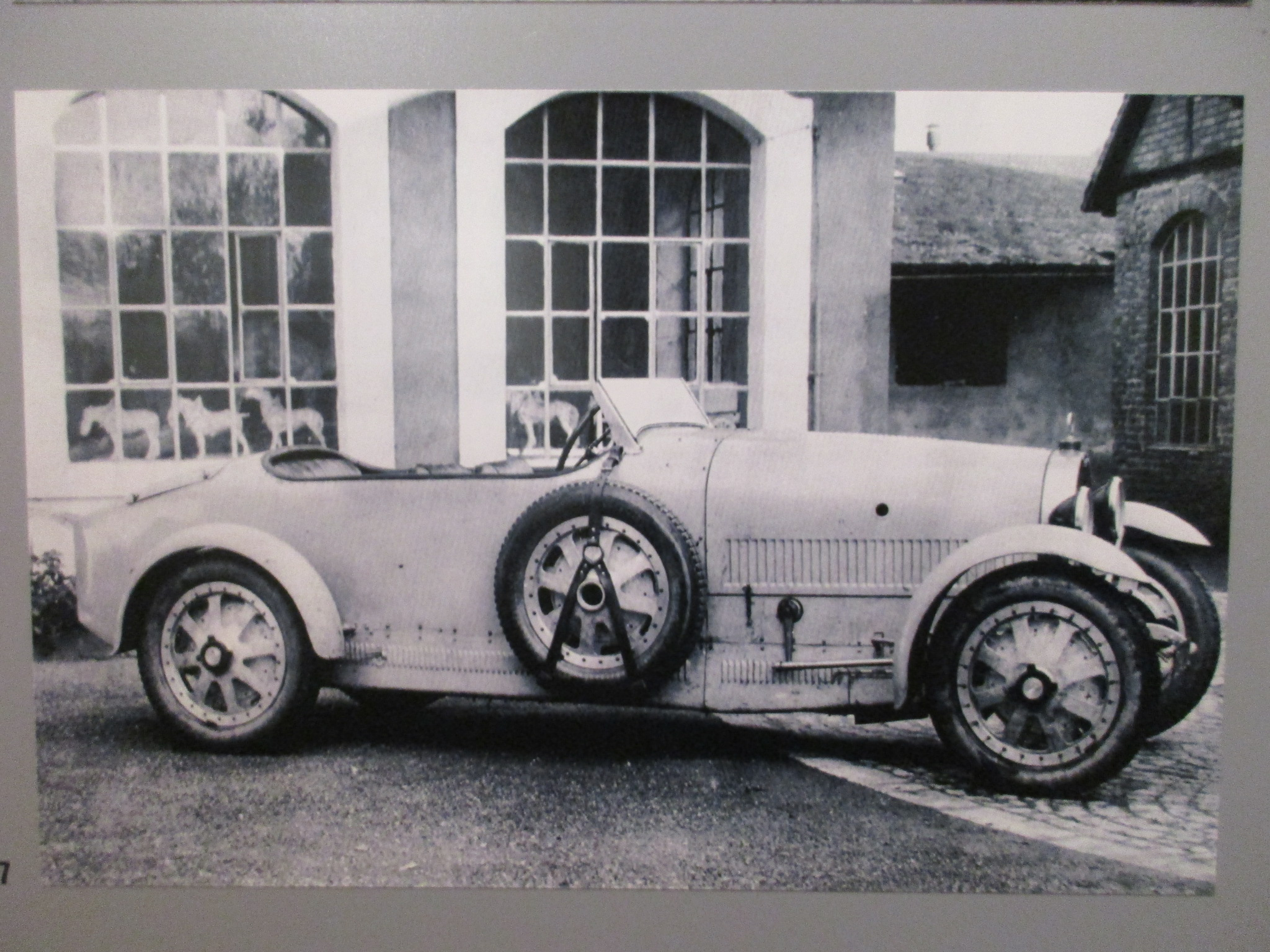